# Teresa Jiménez-Becerril Barrio
Teresa Jiménez-Becerril Barrio (ur. 24 lipca 1961 w Sewilli) – hiszpańska polityk i przedsiębiorca, posłanka do Parlamentu Europejskiego VII i VIII kadencji, deputowana krajowa

## Życiorys
Ukończyła studia z zakresu medioznawstwa na Uniwersytecie Complutense w Madrycie. Kształciła się także w Istituto Marangoni w Mediolanie (instytucie mody). Zajęła się prowadzeniem działalności gospodarczej. Była m.in. kierownikiem Prady w Londynie. Później objęła stanowisko w przedsiębiorstwie zajmującym się renowacją i zarządzaniem mieszkaniami. Publikowała w różnych czasopismach krajowych i zagranicznych.
Jej bratem był centroprawicowy polityk Alberto Jiménez-Becerril, zabity w 1998 w zamachu zorganizowanym przez baskijskich separatystów z ETA. Po jego śmierci Teresa Jiménez-Becerril Barrio zaangażowała się w działalność organizacji społecznych, zajmujących się obroną wolności człowieka i prawami ofiar terroru. Objęła też funkcję honorowej przewodniczącej fundacji imienia jej brata.
W wyborach europejskich w 2009 z listy Partii Ludowej uzyskała mandat deputowanej do Parlamentu Europejskiego. Została członkinią grupy Europejskiej Partii Ludowej, a także Komisji Wolności Obywatelskich, Sprawiedliwości i Spraw Wewnętrznych, Komisji Praw Kobiet i Równouprawnienia oraz Podkomisji Praw Człowieka. W 2014 odnowiła mandat posłanki do PE na kolejną kadencję Europarlamentu.
W kwietniu 2019 i listopadzie 2019 była natomiast wybierana do Kongresu Deputowanych XIII oraz XIV kadencji. W 2021 została powołana na stanowisko zastępczyni rzecznika praw obywatelskich.